# Gare de Doulon
La gare de Doulon  est une gare ferroviaire française de la ligne de Nantes-Orléans à Châteaubriant, située dans le quartier Doulon - Bottière sur le territoire de la commune de Nantes, dans le département de Loire-Atlantique, en région Pays de la Loire.
Elle est mise en service en 1885 par la Compagnie du Chemin de fer de Paris à Orléans (PO) et fermée au service des voyageurs par la Société nationale des chemins de fer français (SNCF) en 1980. Le service des marchandises existe toujours pour desservir la ZI de Carquefou. L'emprise de la gare a retrouvé une importante activité par la création de l'atelier de maintenance du Tram-train de Nantes, dont la livraison de la première partie a eu lieu en 2010.

## Situation ferroviaire
Établie à 17 mètres d'altitude, la gare de Doulon est située au point kilométrique (PK) 430,433 de la ligne de Nantes-Orléans à Châteaubriant, entre les gares ouvertes de Nantes et de Haluchère-Batignolles. Gare de bifurcation, elle est également située au (PK) 391,889 de la ligne de Segré à Nantes-État, partiellement disparue, entre la gare ouverte aux services de marchandises de Nantes-État et celle fermée à tout trafic de Carquefou.

## Histoire
La ligne Nantes - Châteaubriant est inaugurée le 28 décembre 1877 par la Compagnie du Chemin de fer de Paris à Orléans. 

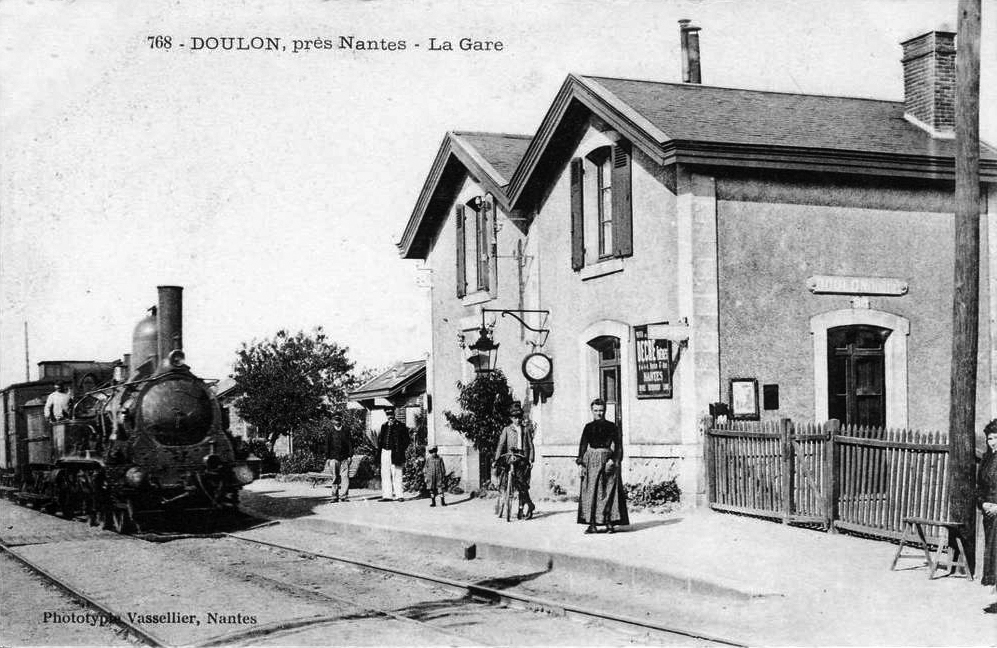
La halte vers 1900.

Ce n'est que le 18 mai 1885 que la « halte de Doulon » est inaugurée, en même temps que l'ouverture de la portion de ligne Mauves - Segré de la voie reliant alors Nantes à Segré. Cette ouverture fait suite à une forte demande de la population de la commune de Doulon de l'époque et nécessite de créer un bâtiment identique à la maison de garde-barrière accolé à cette dernière. La gare se trouve alors face à la mairie et n'est ouverte qu'aux voyageurs sans bagage. 

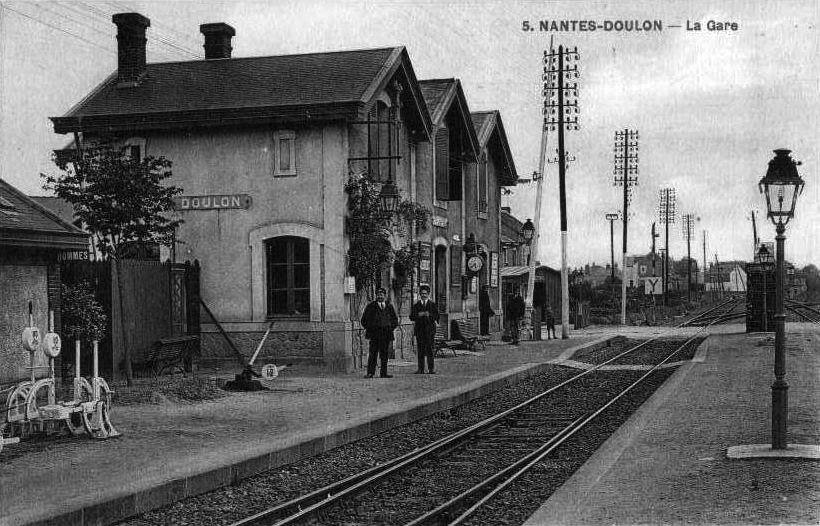
La gare après 1910.

La halte prendra le statut de « gare » commune aux deux lignes le 7 avril 1910 après plusieurs vœux émanant du Conseil général de Loire-Inférieure (en 1891) et du conseil municipal de la Chapelle-sur-Erdre (en 1903 et 1906) . Un troisième bâtiment est alors construit, toujours accolé aux deux autres précédemment construits. En 1930, le site de la gare est étendu et modernisé pour faire face au trafic des marchandises, notamment maraîchers. La halle aux marchandises est détruite par les bombardements américains le 27 mai 1944.
La ligne vers Segré sera fermée au service des voyageurs en 1939. Le 31 mai 1980, c'est au tour de la ligne de Châteaubriant. La gare ne vend plus que des billets de train et est convertie en boutique SNCF.
Le service des marchandises vers Segré reste exploitée jusqu'au 1er mai 1989, où seule la desserte de la ZI de Carquefou est maintenue. Le maintien d'une activité commerciale et un maigre trafic fret en provenance de La Chapelle-sur-Erdre, n'empêche pas les 1,76 hectares de l'emprise ferroviaire s'étendant entre les passages à niveau n°309 et n°310 (rue du Landreau) de se transformer en friches industrielles. Le service des marchandises cesse sur la ligne de Châteaubriant en 2008 avec la fin de la desserte de la société France Boisson à La Chapelle-sur-Erdre.
Le site de la gare ne va retrouver une véritable activité qu'à partir de 2008 avec la création du site de maintenance du nouveau Tram-train de Nantes créé dans le cadre de la réactivation de la ligne Nantes - Châteaubriant, effectif le 28 février 2014. Bien que située à proximité immédiate de la station Mairie de Doulon de la ligne 1 du tramway nantais, la gare de Doulon n'est cependant pas rouverte au trafic des voyageurs, aucun pôle d'échange multimodal entre ces deux modes de transports n'étant prévu.
En juin 2009, les façades côté voie et passage à niveau sont recouvertes d'une peinture murale réalisée par deux collectifs nantais de graffeurs : 100 pression et Plus de couleurs en lien avec pick up production. La fresque représente une rame de TER.
Le 13 février 2012, la boutique SNCF est définitivement fermée, malgré l'opposition des usagers et des élus locaux.

## Service des marchandises
Cette gare est ouverte au service du fret, le trafic marchandises y est cependant extrêmement réduit.

## Ateliers de maintenance du tram-train
La mise en place d'un service de tram-train sur les liaisons Nantes - Clisson en 2011 et sur Nantes - Châteaubriant en 2014, redonne une activité au site qui accueille le dépôt des 24 rames de tram-train de type Citadis Dualis d'Alstom, commandées par la région Pays de la Loire à cet effet ,. À terme, le site sera extensible, pouvant accueillir jusqu'à 50 rames.
Un bâtiment de 856 m² dont la première pierre a été posée le 16 juillet 2009, a été édifié. Il est composé d'un atelier (350 m²), de locaux de vie (bureaux, vestiaires, salle de réunion) et d’une zone de stockage. La construction, répondant au référentiel Haute qualité environnementale (HQE), est chauffée grâce à une chaudière à condensation à haut rendement. Sa toiture est recouverte de panneaux photovoltaïques devant produire annuellement 32,7 MWh d’électricité (soit l’équivalent de la consommation d’environ 11 ménages) qui seront revendus à EDF.
À l’extérieur, un talus couvert de végétaux borde le site et la toiture du bâtiment (partie locaux de vie et stockage) qui est également doté d’un bardage en bois, lui-même végétalisé, ceci afin d’optimiser la régulation de la température et des eaux de pluie.
L'ensemble de l'aménagement (d'un coût total de 8,81 M€[réf. nécessaire]) a été livré au printemps 2010 et permet la maintenance des onze premières rames qui y ont été affectées. Une extension du bâtiment est réalisée en 2013, afin de porter sa capacité d'accueil à 24 rames et est livré en juillet 2014. La superficie passe alors de 858 à 1900 mètres carrés. Le coût de cette extension est financé intégralement par la région des Pays de la Loire, pour un montant de 9 millions d'euros.